# ベンス・ジョーンズ蛋白

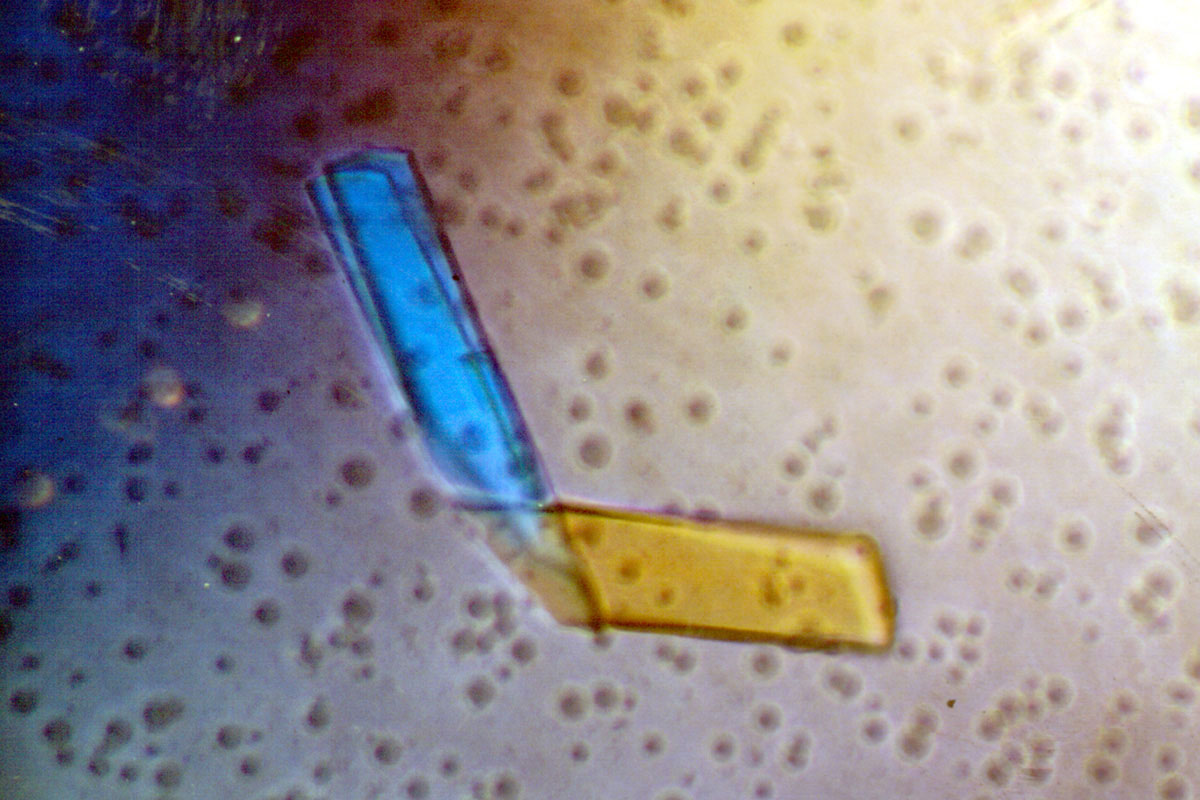
ベンス・ジョーンズ蛋白の結晶。

ベンス・ジョーンズ蛋白（ベンス・ジョーンズたんぱく）は、尿中に含まれる分子量22-24kDaのモノクローナルなグロブリンタンパク質または免疫グロブリン軽鎖を指す。ベンス・ジョーンズ蛋白の検出は、多発性骨髄腫または原発性マクログロブリン血症（ワルデンシュトレームマクログロブリン血症とも呼ばれ、WMと略される。）を示唆する場合がある。
ベンス・ジョーンズ蛋白は、腎不全、溶骨性病変（または「打ち抜き像(punched-out lesion)」）、貧血、または骨髄中の多数の形質細胞などの標的臓器における症状の発現と関連して、特に多発性骨髄腫の診断に有用とされている。また、ベンス・ジョーンズ蛋白は、多発性骨髄腫の2/3の症例に認められる。
このタンパク質は免疫グロブリン軽鎖（パラタンパク）であり、腫瘍性形質細胞によって産生される。多発性骨髄腫をはじめとする単クローン性γグロブリン血症などにおいては、単クローン性の形質細胞が増殖することで、κ<カッパ>型（ほとんどの場合）、或いはλ<ラムダ>型のどちらかの軽鎖（L鎖）となる。そして、それらの増加がみられることで、κ/λ比は異常を示す。軽鎖は、免疫グロブリンの断片であったり、単一の均質な免疫グロブリンであったりする。軽鎖は、腎不全による腎臓の濾過機能の低下や骨破壊に伴うカルシウムの放出による高カルシウム血症、多尿による脱水、アミロイドーシス、軽鎖そのものといった原因によって尿中で見つかることがある。

## 検出法
軽鎖は、歴史的には尿検体を加熱すること（これによりタンパク質が沈殿する）で検出されていたが、現在では濃縮尿の電気泳動によって検出されている。最近では、血清免疫グロブリン遊離軽鎖（FLC）検査法が、特に非分泌型多発性骨髄腫やALアミロイドーシス に見られるような低レベルのモノクローナル遊離軽鎖を生成する患者に対して、尿検査より優れていることを示した多くの研究発表のもとで利用されている。

## 歴史
ベンス・ジョーンズ蛋白は、1847年にイギリスの医師であるヘンリー・ベンス・ジョーンズによって記され、1848年に発表された。